# Деніс Каніса
Деніс Каніса (ісп. Denis Caniza; 29 серпня 1974, Белья-Віста, Парагвай) — парагвайський футболіст, захисник «Леон» та збірної Парагваю. Учасник чемпіонатів світу 1998, 2002, 2006 та 2010 років.